# Автошлях Т 1630
Автошля́х Т 1630 — автомобільний шлях територіального значення в Одеській області. Проходить територією Ізмаїльського та Білгород-Дністровського районів через Кілію — Струмок. Загальна довжина — 32,5 км.

## Маршрут
Автошлях проходить через такі населені пункти:
| Автошлях Т 1630              |        |
| Одеська область              |        |
| Ізмаїльський район           |        |
| Кілія                        | Т 1607 |
| Шевченкове                   |        |
| Дмитрівка                    |        |
| Білгород-Дністровський район |        |
| Струмок                      | Т 1628 |